# Sylvio Hoffmann
Sylvio Hoffmann Mazzi (ur. 5 maja 1908, zm. 15 listopada 1991) – brazylijski piłkarz grający na pozycji środkowego obrońcy.

## Kariera klubowa
Podczas kariery piłkarskiej grał głównie w klubach z Rio de Janeiro i São Paulo oraz w urugwajskim Penarolu Montevideo. Największym osiągnięciem w karierze klubowej było wywalczenie mistrzostwa ligi stanowej Rio de Janeiro w 1935 z Botafogo FR.

## Kariera reprezentacyjna
Mazzi grał w latach 30. w reprezentacji Brazylii, z którą uczestniczył w mistrzostwa świata 1934 we Włoszech. Wystąpił tam w jedynym meczu Brazylii przeciwko Hiszpanii.